# Volar Airlines
Volar Airlines, originalmente fundada como LTE International Airways, fue una aerolínea con base en España creada en 1987. En su origen, operaban exclusivamente con Boeing 757 de los que llegaron a tener cinco, dos de ellos con capacidad ETOPS. Durante muchos años estuvieron volando con tres Boeing 757-200 para la alemana LTU hasta que comenzaron a traer Airbus A320-200. Al desligarse de LTU, entró en el accionariado la compañía italiana Volare Airlines, por lo que desde 2001 a 2005 emplearon el nombre comercial Volar Airlines, el cual dejaron de emplear para retomar el antiguo nombre ligeramente modificado: "lte.es". Los nuevos colores de LTE fueron diseñados tras un concurso realizado entre los empleados de la compañía.
En 2004 los propietarios de la, también aerolínea, MyAir, adquirieron la compañía española. Durante este periodo, operó algunos de sus avión A320, para la compañía italiana.
La compañía a fecha del 17 de octubre de 2008 suspendió sus vuelos regulares. En junio de ese año un mecánico que revisaba los motores de una Airbus 320 de la compañía, había sido succionado por la turbina y falleció.

## Antiguos destinos
En el verano de 2008 operaba vuelos a los siguientes destinos:
| Países                               | Destinos           | Aeropuertos                                             |
| ------------------------------------ | ------------------ | ------------------------------------------------------- |
| Alemania                             | Düsseldorf         | Aeropuerto Int. de Düsseldorf                           |
| Alemania                             | Fráncfort del Meno | Aeropuerto de Fráncfort del Meno                        |
| Alemania                             | Hamburgo           | Aeropuerto de Hamburgo                                  |
| Arabia Saudita                       | Riad               | Aeropuerto Internacional Rey Khalid                     |
| Cabo Verde (con Cabo Verde Airlines) | Espargos           | Aeropuerto Int. Amílcar Cabral                          |
| Cabo Verde (con Cabo Verde Airlines) | Praia              | Aeropuerto Int. Nelson Mandela                          |
| Cabo Verde (con Cabo Verde Airlines) | Sal Rei            | Aeropuerto Int. Aristides Pereira                       |
| España                               | Alicante           | Aeropuerto de Alicante-Elche                            |
| España                               | Barcelona          | Aeropuerto de Barcelona-El Prat (Hub secundario)        |
| España                               | Lanzarote          | Aeropuerto de Lanzarote César Manrique (Hub secundario) |
| España                               | Las Palmas         | Aeropuerto de Gran Canaria (Hub secundario)             |
| España                               | Málaga             | Aeropuerto de Málaga-Costa del Sol                      |
| España                               | Palma de Mallorca  | Aeropuerto de Palma de Mallorca (Hub principal)         |
| España                               | Tenerife           | Aeropuerto de Tenerife Sur-Reina Sofía (Hub secundario) |
| Francia                              | Toulouse           | Aeropuerto de Toulouse-Blagnac                          |
| Marruecos                            | Agadir             | Aeropuerto de Agadir-Al Massira                         |
| Polonia                              | Varsovia           | Aeropuerto de Varsovia-Chopin                           |
| Portugal                             | Faro               | Aeropuerto de Faro                                      |
| Reino Unido                          | Glasgow            | Aeropuerto de Glasgow Prestwick                         |
| Reino Unido                          | Norwich            | Aeropuerto Int. de Norwich                              |

## Antigua flota
Volar Airlines operó los siguientes aviones durante su existencia:
| Aeronaves       | Total | Introducido | Retirado | Matrículas |
| --------------- | ----- | ----------- | -------- | --- |
| Airbus A320-200 | 10    | 2002        | 2008     | JY-JAR, EC-KID, EC-KFM, EC-JRC, EC-JTA, EC-JIB, EC-JRX, EC-ICN, EC-IEP (rrg. EC-JHJ) y EC-ISI                                                                           |
| Airbus A321-200 | 3     | 2003        | 2005     | EC-IXY, EC-IMA y EC-ILG |
| Boeing 757-200  | 6     | 1989        | 2004     | EC-896 (rrg. EC-FIY y D-AMUU), EC-390 (rrg. EC-ETZ y D-AMUK), EC-EFX (rrg. EC-HQV), EC-116 (rrg. EC-EGH y EC-HRB), EC-256 (rrg. EC-ENQ y EC-HQX) y EC-957 (rrg. EC-FLY) |